# Göte Turesson
Göte Vilhelm Turesson (* 6. April 1892 in Malmö; † 30. Dezember 1970 in Uppsala) war ein schwedischer Botaniker und Evolutionsbiologe. Sein botanisches Autorenkürzel lautet „Turesson“.

## Leben
Turesson, der in Schweden aufgewachsen ist, studierte Naturwissenschaften an der University of Washington, wo er 1915 mit dem Master of Science abschloss. Danach kehrte er nach Schweden zurück, wo er ab 1916 pflanzenökologische Untersuchungen durchführte. 1921 wurde er Dozent für Pflanzengenetik an der Universität Lund, wo er 1922 promoviert wurde.
Von 1922 bis 1927 war er Lehrbeauftragter an der Universität Lund, bevor er von 1927 bis 1931 an der Landwirtschaftlichen Forschungs- und Versuchsanstalt Weibullsholm bei Landskrona angestellt war und dort Untersuchungen zur Pflanzenzüchtung unternahm.
1931 kehrte er wieder als Dozent an die Universität Lund zurück und erhielt 1935 einen Ruf von der Schwedischen Universität für Agrarwissenschaften in Uppsala-Ultuna als Professor für Botanik und Genetik, wo er bis zu seiner Emeritierung 1959 blieb.

## Wirken
Die wegweisenden pflanzenökologischen Studien Turessons stammen aus der Zeit zwischen 1919 und 1927, also teilweise vor seiner Promotion. Er wurde dadurch, dass er experimentelle Methoden anwendete, um die genetischen Unterschiede zwischen verschiedenen „Rassen“ einer Pflanzenart zu untersuchen, und damit deren Anpassung an unterschiedliche Lebensräume zu zeigen, zu einem der Pioniere der Evolutionsökologie und -genetik. Er prägte unter anderem die Begriffe Ökotyp (1922), Glazialrelikt (1927) und Agamospezies (1929).
Mit seinen Forschungsergebnissen konnte er unter anderem zeigen, dass die genetische Ausstattung einer Population, also der Genotypus, wesentlich für die Differenzierung zu Teilpopulationen ist. Diese Ansicht stand damals im Gegensatz zur Auffassung, dass der Phänotyp die entscheidende Rolle bei der natürlichen Auslese im Sinne Darwins spiele.
Turesson hat auf dem Gelände der Landwirtschaftlichen Hochschule in Ultuna eine Baumreihe mit Betula pubescens aus unterschiedlichen schwedischen Gebieten pflanzen lassen. Die Bäume repräsentieren einen „genetischen Gradienten“ von Schonen in Südschweden bis nach Lappland und belegen noch heute in ihren phänologischen Erscheinungen die Forschungsergebnisse Turessons in spektakulärer Weise: Der Aufbruch der Birkenknospen beginnt an den „Südbäumen“ zuerst und setzt sich nach und nach „nach Norden“ fort, während die Blattfärbung im Herbst bei den Bäumen im Norden einsetzt und die Blätter der Birken im Süden sich als letzte verfärben und abfallen.

## Zitat
- (1925): “With the increase in our knowledge of ecotypes, now in its beginning, a natural system of life forms will doubtlessly be built up. There can be no doubt as to the great importance of such a system for the understanding of the interrelations of plants and their habitats…”

## Ehrungen
- 1958: Darwin-Wallace-Medaille der Linnean Society of London anlässlich der Hundertjahrfeier der Darwin-Veröffentlichung für seine Beiträge zur Genökologie und zur modernen experimentellen Taxonomie der höheren Pflanzen. Mit Turesson wurden 19 weitere verdiente Evolutionsbiologen geehrt.

## Ausgewählte Literatur
- The cause of plagiotropy in maritime shore plants. Lunds Universities Arsskrift. N. F. Avd. 2 Bd. 16, No. 2. 1919
- The species and variety as ecological units. Hereditas 3:100-113. Hereditas 3:100-113. 1922 Text
- The genotypical response of the plant species to the habitat. Hereditas 3:211–350. 1922
- The scope and import of genecology. Hereditas 4:171-176. 1923
- The plant species in relation to habitat and climate. Hereditas 6: 147–236. 1925
- Contributions to the genecology of glacial relics. Hereditas. 9:81-101. 1927
- The selective effect of climate upon the plant species. Hereditas 14: 99-152. 1930
- The geographic distribution of the alpine ecotype of some Eur-asiatic plants. Hereditas. 15: 329-346. 1931